# Spoorlijn Stargard – Godków
De spoorlijn Stargard – Godków was een in de Poolse woiwodschap West-Pommeren gelegen spoorlijn. Tot 1945 lag de lijn in Duitsland. Na de Tweede Wereldoorlog kwam deze streek aan Polen.
Het eerste deel van Stargard naar Pyritz (Pyrzyce) werd in 1882 geopend door de Stargard-Cüstriner Eisenbahn-Gesellschaft. Deze spoorlijn liep vanaf Pyritz verder naar Küstrin (Kostrzyn nad Odrą) via Glasow en Soldin (Myślibórz). Küstrin was een spoorwegknooppunt met lijnen richting Berlijn, Koningsbergen, Stettin (Szczecin) en Breslau (Wroclaw). In 1898 kwamen er twee verbindingen van de Pyritzer Bahnen bij naar Plönzig (Płońsko Pyrzyckie) en Klein Schönfeld (Chwarstnica). De verlenging van de lijn uit Stargard naar Jädickendorf (Godków) kwam in 1899 in bedrijf.
Godków (Jädickendorf) ligt aan de lijn van Stettin (Szczecin) naar Breslau ('Wroclaw). Daarnaast was er vandaar een tweede verbinding ontstaan naar Berlijn via de ook in 1899 gereed gekomen spoorlijn via Wriezen. Vanuit Stargard kon per spoor het oosten van Pommeren en Danzig (Gdańsk) worden bereikt.
Vanaf 1945 werd de lijn werd geëxploiteerd door de Poolse Staatsspoorwegen. Het nog resterende deel van de erop aansluitende spoorlijn naar Wiezen, het traject Godków - Siekierki, werd er aan toegevoegd.
Tussen Pyrzyce en Godków werd de spoorlijn gesloten in 1992. Het gedeelte tussen Stargard en Pyrzyce is tot 2004 in bedrijf geweest.